# 乔治·迪茨
乔治·迪茨（英語：George Dietz，1880年1月9日—1965年4月19日），美国前男子赛艇运动员。他曾代表美国参加1904年夏季奥林匹克运动会赛艇比赛，获得男子四人单桨无舵手金牌。